# 魏耿
魏耿（1906年—2013年6月26日），光绪三十二年出生於福建省古田縣，民國102年6月26日下午2時4分病逝於台湾台北，享嵩壽107歲。曾任第一屆國民大會代表，獲干城甲種二等獎章。
魏耿早年参加中国共产党的土地革命战争，民国24年（1935年）担任中共连江县委书记和中国工农红军闽东独立第十三团团长。翌年，在國民政府派遣的特务策反下，魏耿自共产党叛变，向国民政府投诚。抗日战争时期，魏耿任福建省忠義救國軍司令。
民國38年（1949年），王調勳成立福建省海上保安第一縱隊（又稱福建人民反共突擊軍，俗稱東海部隊），魏耿出任第四縱隊司令。駐防西洋岛、南礵、北礵、東引，配合國軍及美西方公司對大陸蒐集情報。民國40年（1951年）福建省海上保安第一縱隊改番號為福建反共救國軍閩北地區司令部，王調勳任司令，魏耿任119縱隊司令。民國43年（1954年）福建反共救國軍閩北地區司令部撤銷，部隊併入陸軍第四軍，魏耿被國民黨中央黨部派往馬祖，成立敵後工作站，擔任站長。